# Mandevilla hesperia
Mandevilla hesperia är en oleanderväxtart som först beskrevs av Ivan Murray Johnston, och fick sitt nu gällande namn av A.O.Simões, Kin.-gouv. och M.E.Endress. Mandevilla hesperia ingår i släktet Mandevilla och familjen oleanderväxter. Inga underarter finns listade i Catalogue of Life.